# 信阳东站
信阳东站为京广高速铁路的一个车站，也是规划中郑信城际铁路的起点站与信南高速铁路的中间站。于2012年9月28日正式开通运营，信阳到郑州、武汉的时间分别缩短到90分钟和50分钟。

## 简介
信阳东站位于信阳羊山新区，距市中心较远。站前广场西侧正在建设信阳高铁站快乐园和信阳城东汽车客运站。临近羊山中心枢纽站等信阳公交大型换乘站。
该站设计有三站台七道，車站预留西安-合肥高速铁路增建二线客运连接线。
目前该站有多趟始发列车，是河南省除郑州东、郑州外三个开行始发列车的省辖市高铁站之一。目的地为广州南站、北京西站等。